# Weywertz

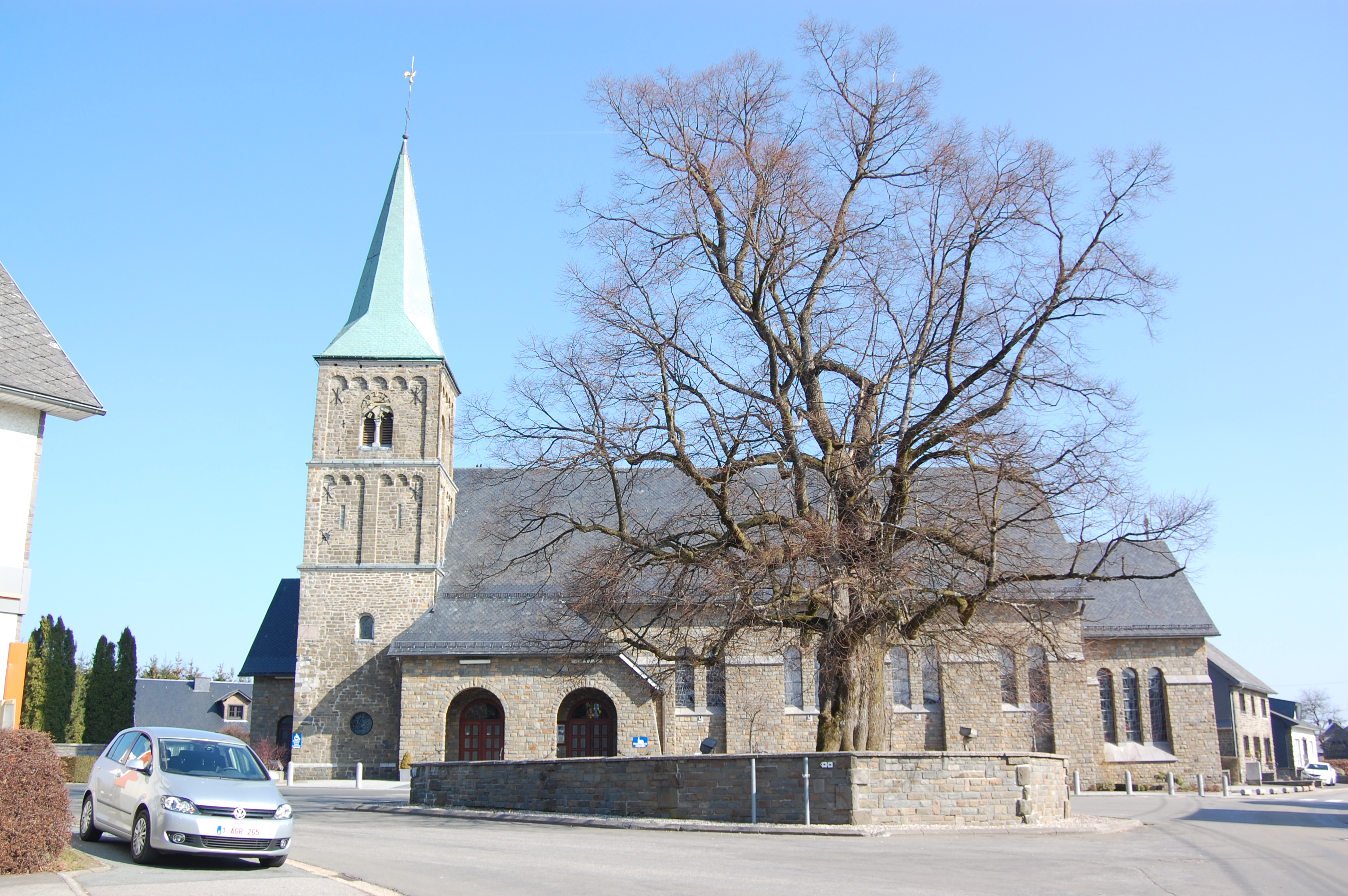
Kirche in Weywertz (2012)

Weywertz ist ein Dorf in Belgien und Ortsteil der Gemeinde Bütgenbach in der Deutschsprachigen Gemeinschaft. Weywertz liegt rund zwei Kilometer westlich von Bütgenbach; mit 1669 Einwohnern (2020) ist es der größte Ortsteil der Gemeinde.

## Beschreibung
Weywertz erstreckt sich über eine Länge von vier Kilometer und liegt zum Teil auf einem Höhenrücken, zum anderen Teil in einer Talsohle. Der Ort wurde erstmals 1461 in der Form von Wivertz oder Wiverhus erwähnt und wurde 1803 zur selbständigen Pfarre erhoben, die Pfarrkirche Sankt Michael wurde 1959 an der Stelle mehrerer Vorgängerbauten errichtet. Wahrzeichen des Dorfes gilt die über dreihundertjährige Alte Linde im Ortszentrum, die seit 1984 als Naturdenkmal unter Schutz steht. Seit 2020 befindet sich im Schatten der Linde ein Steinhauerskulptur (Steeklöpper), die an die im 18. und frühen 19. Jahrhundert verbreitete Tätigkeit des manuellen Zerkleiners Steinen aus den örtlichen Steinbrüchen für den Wegebau erinnern soll. Am nördlichen Ortsrand fließt die Warche, die die den Bütgenbacher Stausee entwässert. Das Rathaus der Gemeinde Bütgenbach befindet sich in Oberweywertz, im Süden des Ortes.

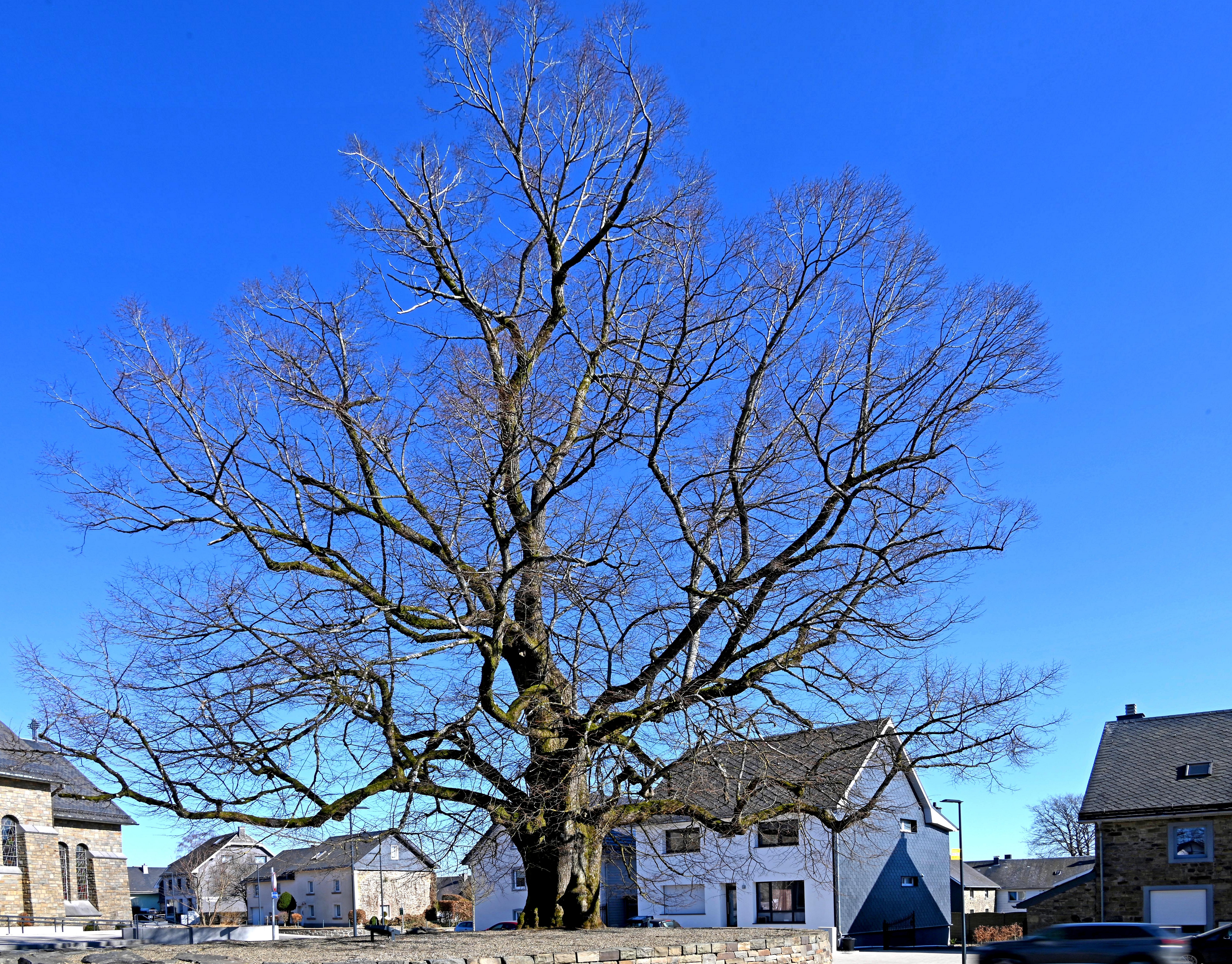
Linde von 1668
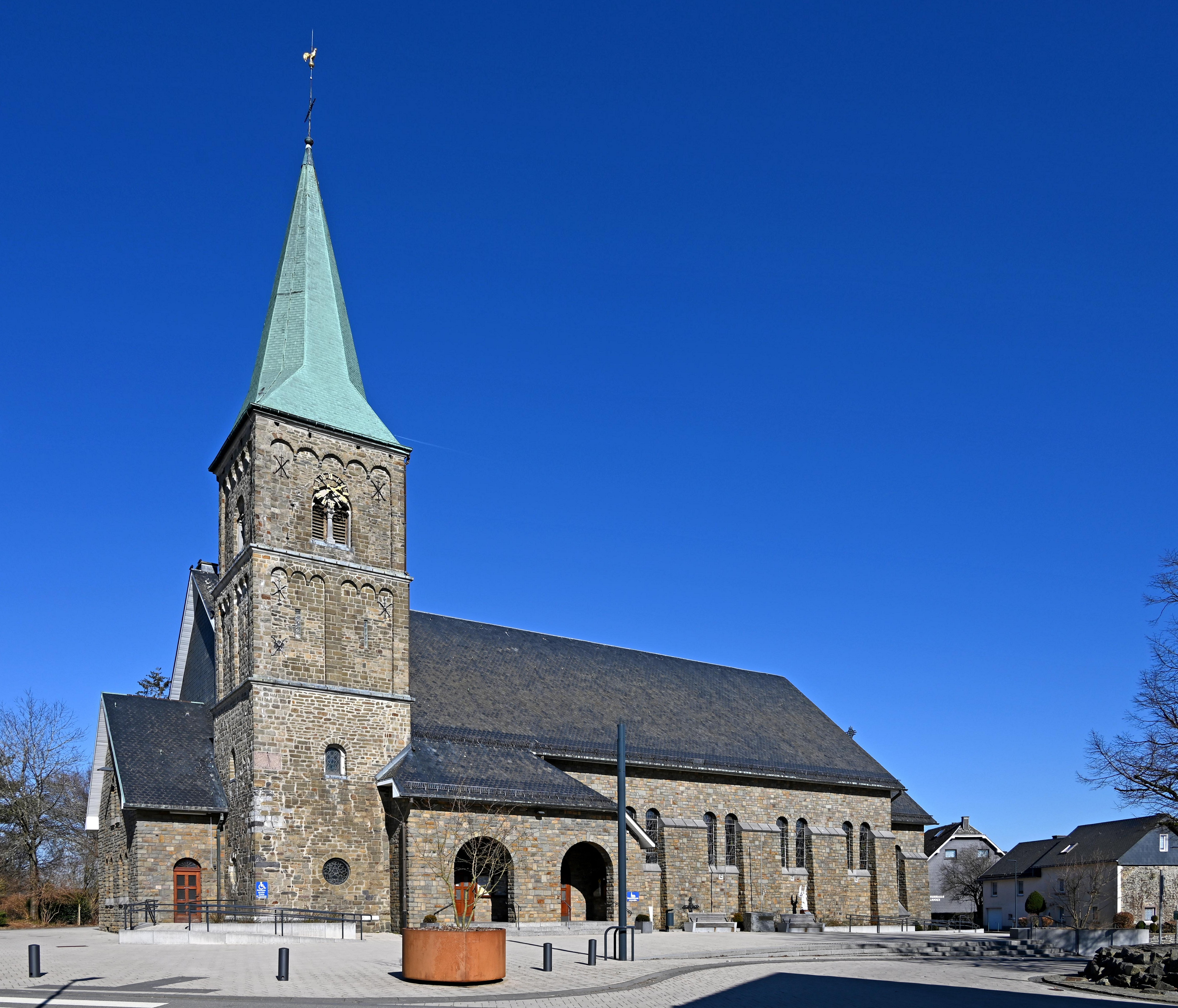
St. Michaelskirche
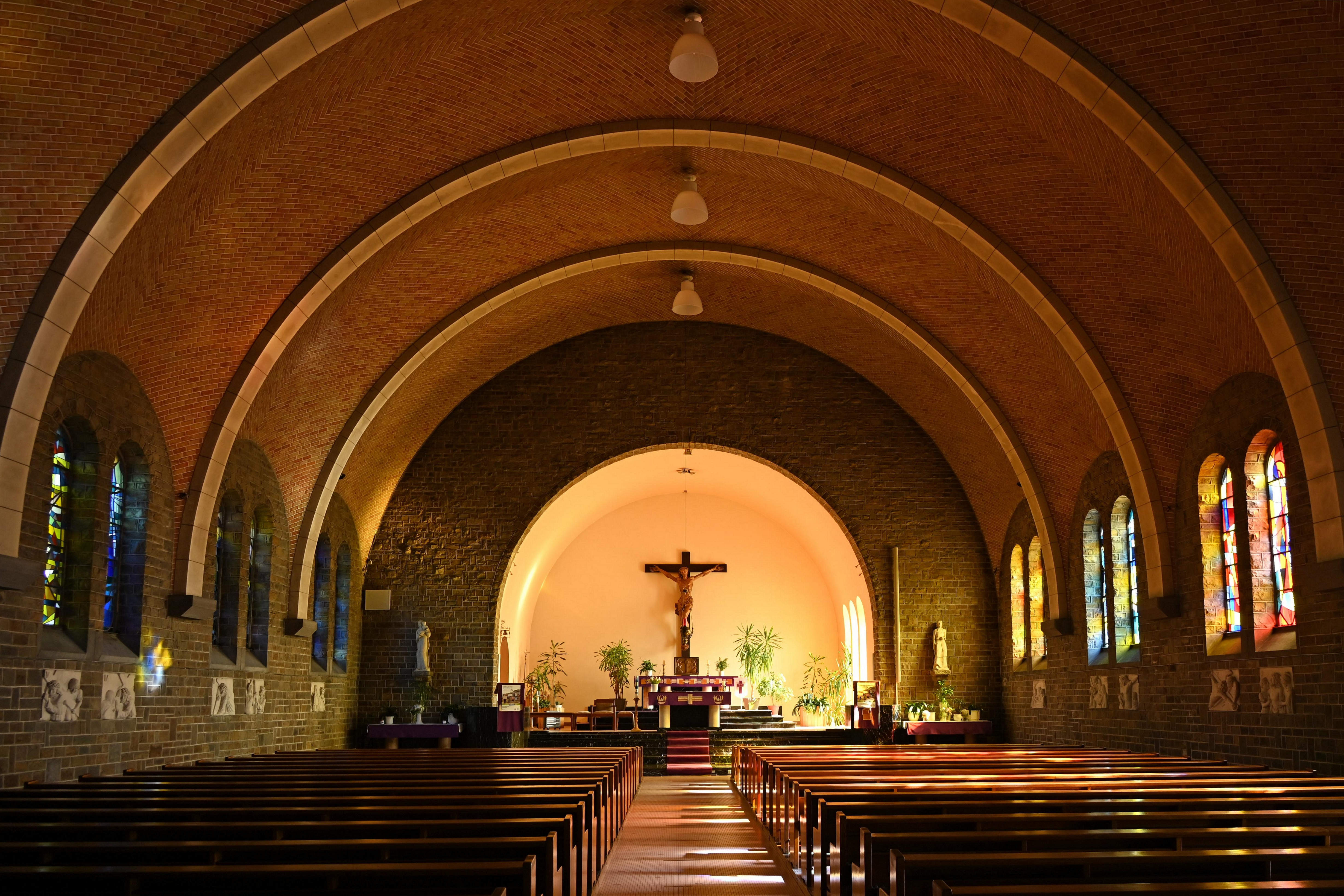
Blick zum Altar
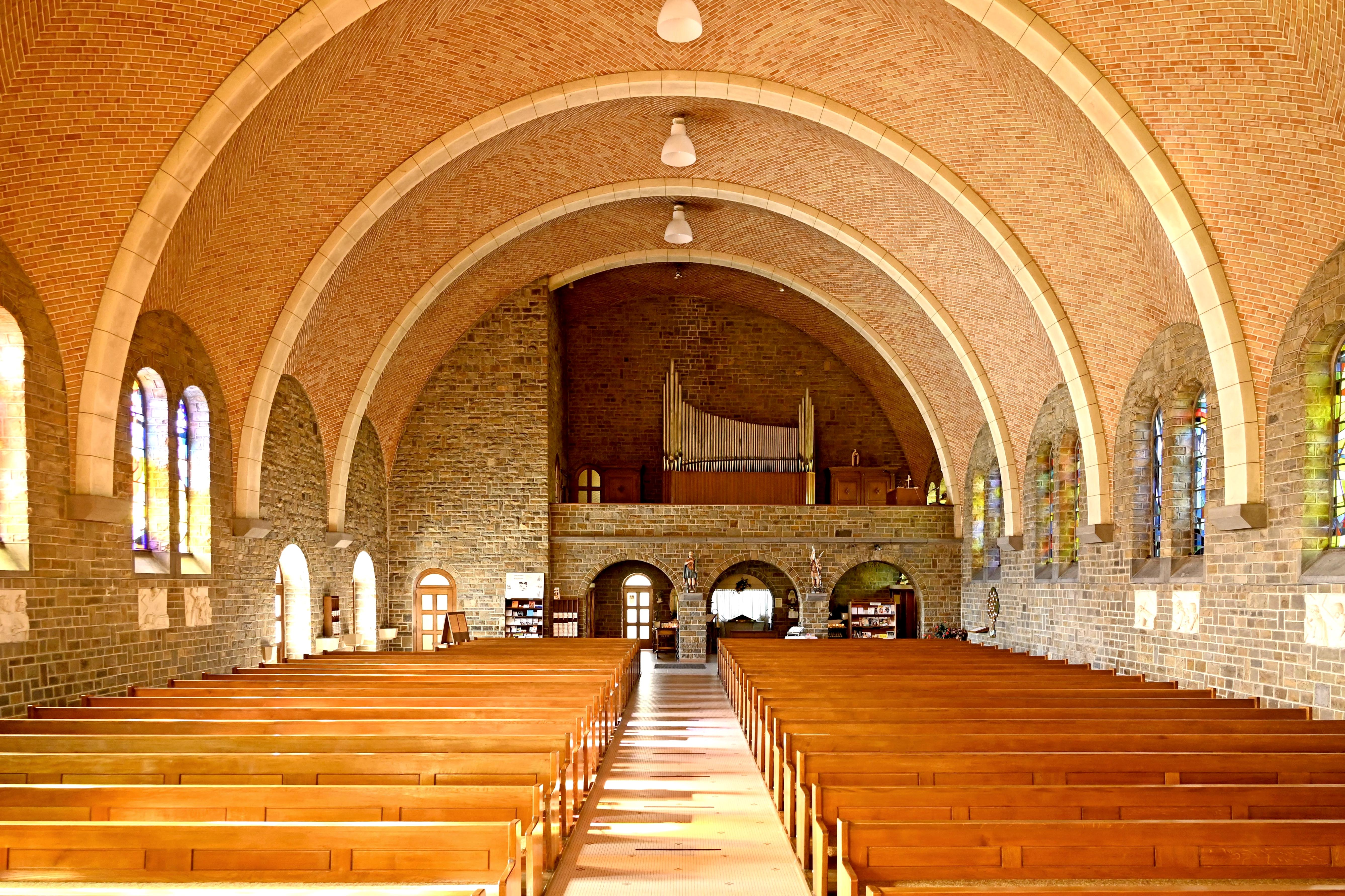
Blick zur Orgelempore
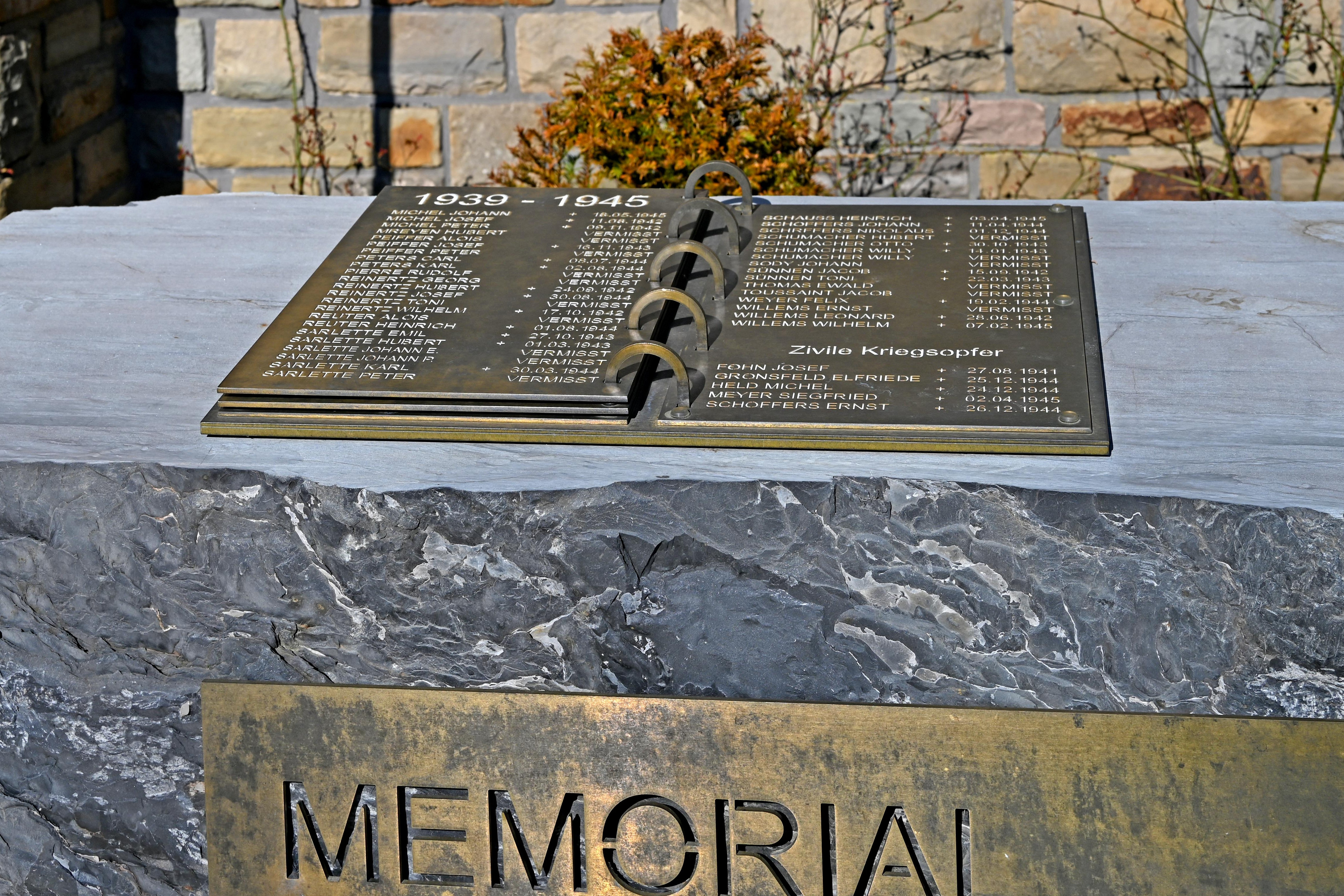
Kriegsopferdenkmal
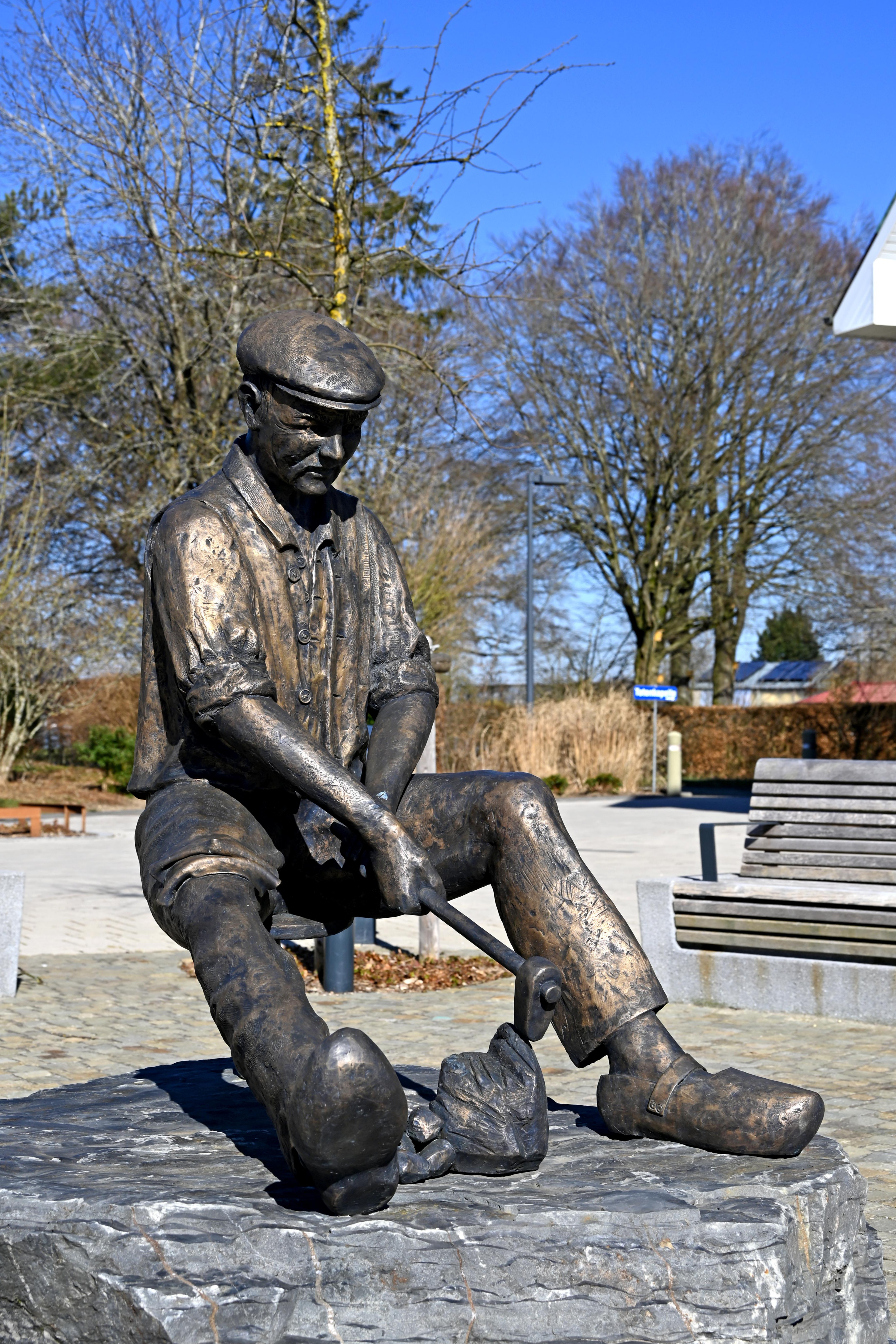
Kirchplatz, „Steeklöpper“

Etwa ein Jahrhundert lang war der heute stillgelegte Bahnhof Weywertz ein Eisenbahnknotenpunkt, zunächst im Deutschen Kaiserreich und dann in Belgien: Hier traf die Vennquerbahn von Jünkerath auf die Vennbahn von Aachen nach Ulflingen in Luxemburg. Nach dem Scheitern eines Touristikbahnprojekts in den 1990er Jahren und dem Ausbleiben staatlicher Mittel zur Sanierung der abgenutzten Gleise wurden beide Strecken stillgelegt und 2007 demontiert. Heute verlaufen auf den Trassen touristische Radwege (RAVeL: Réseau Autonome de Voies Lentes), und zwar die Routen 48 (Aachen–Sankt Vith) und 45a (Weywertz–Losheim).